# Bahnhof Aachen Nord

Der Bahnhof Aachen Nord war ein Bahnhof im Nordviertel Aachens im Gewerbegebiet Grüner Weg zwischen Jülicher Straße und Grüner Weg. Er wurde 1875 von der damaligen Aachener Industriebahn auf Initiative und mit Unterstützung der Vereinigungsgesellschaft für Steinkohlenbau im Wurmrevier als Kopfbahnhof errichtet. Das Empfangsgebäude für den Personenverkehr wurde an der Kreuzung Jülicher Straße/Lombardenstraße nach Plänen des Architekten Franz Ewerbeck erbaut und 1882 offiziell eingeweiht.
Der Bahnhof war Ausgangspunkt der Bahnstrecke Aachen Nord–Jülich mit Verbindung zur Bahnstrecke Haaren–Aachen-Rothe Erde.

## Geschichte
Nachdem sich ab Mitte des 19. Jahrhunderts im neu erschlossenen Industrieviertel zwischen Jülicher Straße und Grüner Weg mehrere Großbetriebe angesiedelt hatten, darunter im Jahr 1860 die Waggonfabrik Talbot, wurde ein Anschluss dieses Gebiets an die Eisenbahn dringend erforderlich. Auf Initiative der örtlichen Unternehmer und der Vereinigungsgesellschaft wurde schließlich dieser Anschluss bis 1875 von der Aachener Industriebahn, der späteren Aachen-Jülicher Eisenbahngesellschaft, umgesetzt und ein erster Bahnhof in der Nähe der Waggonfabrik errichtet, der zunächst nur als Güterbahnhof diente. Von hier aus konnten die Industriegüter über ein kleines Gleisdreieck im Bereich des heutigen Prager Rings und des Schwarzen Wegs entweder in Richtung Würselen und Hoengen und ab 1880 bis nach Jülich oder zum Bahnhof Aachen-Rothe Erde mit Anschluss an die Hauptstrecke in Richtung Köln und Belgien transportiert werden. Davon profitierten neben Talbot vor allem die damaligen dort ansässigen Großwerke des Maschinenbauunternehmens Krantz und von Garbe, Lahmeyer & Co. sowie die Kesselfabrik Piedboeuf, das Elektrizitätswerk Göbbelgasse und der Alte Schlachthof Aachen in der Metzgerstraße.
Recht bald nach Eröffnung der Strecke wurde dem zunehmenden Bedarf an Personentransport Rechnung getragen und die Gleise um wenige hundert Meter in Richtung der Kreuzung Jülicher Straße/Lombardenstraße verlängert, wo schließlich ein von Franz Ewerbeck entworfenes Empfangsgebäude errichtet und 1882 eingeweiht wurde. Von dort aus bestand eine Umsteigemöglichkeit auf die Fahrzeuge der Aachener und Burtscheider Pferdeeisenbahn-Gesellschaft, der späteren Aachener Kleinbahn-Gesellschaft (ab 1894) bzw. ASEAG (ab 1942). Seit Eröffnung des einzigen Kopfbahnhof Aachens wurde auf der Strecke in Richtung Würselen/Hoengen bzw. Jülich sowohl Personen- als auch Güterverkehr betrieben, wogegen die Verbindung nach Rothe Erde bis auf einen kurzen Zeitraum in den Jahren 1875/76 ausschließlich dem Güterverkehr diente.
In seinen ersten Jahren trug der Bahnhof den Namen der Industriebahn und wurde nach deren Verstaatlichung im Jahre 1887 in Aachen Cölnthor sowie noch vor dem Ersten Weltkrieg schließlich in Aachen Nord umbenannt.

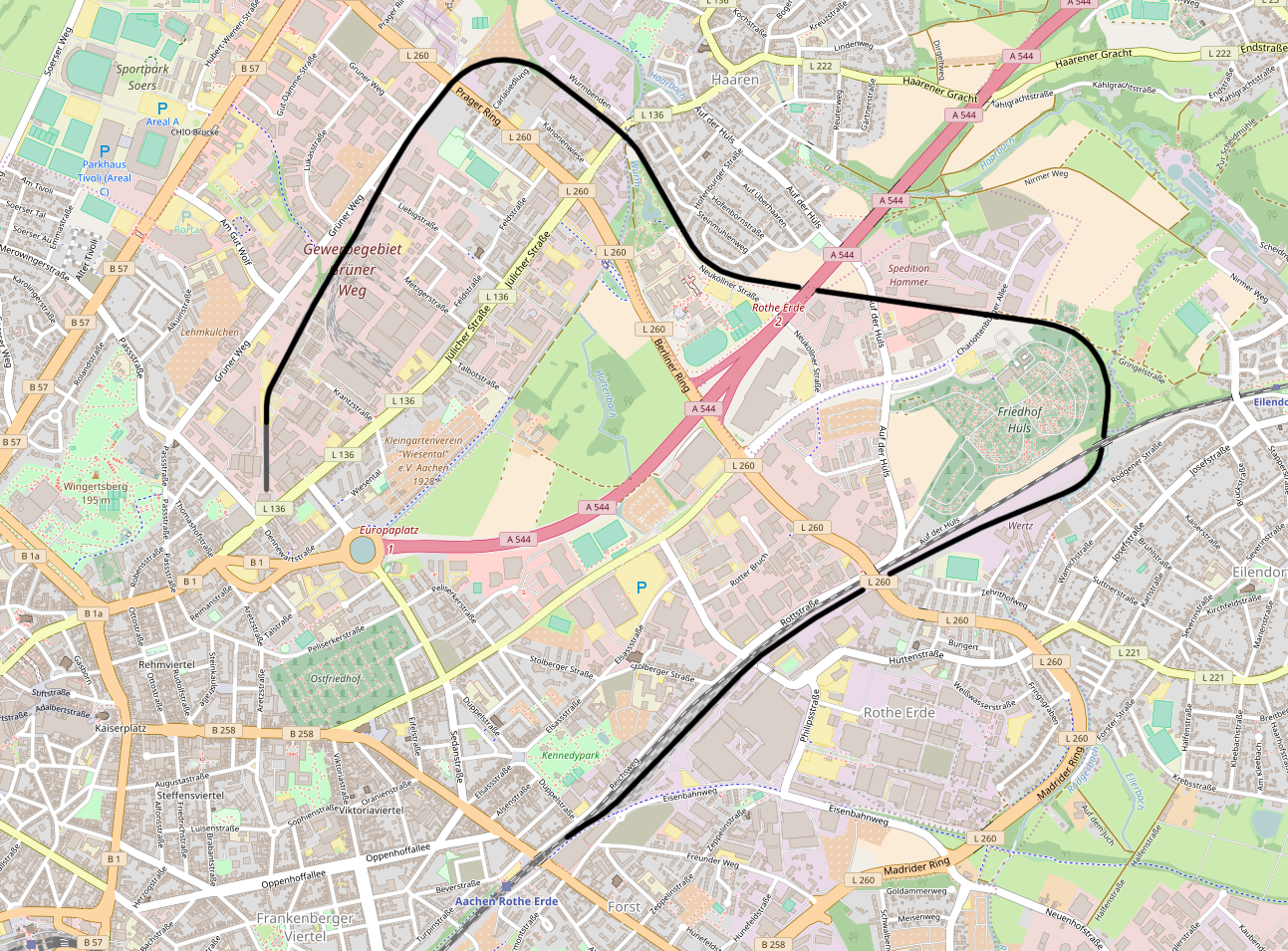
Ehemalige Bahnstrecke Aachen Nord–Aachen Rothe Erde

Im Verlauf des Zweiten Weltkriegs wurde das Empfangsgebäude schwer zerstört. 1950 ließ die Deutsche Bundesbahn ein neues errichten, das bis heute erhalten geblieben ist. Drei Gleise, zwei an einem überdachten Bahnsteig für den Personenverkehr und ein Gleis für den Güterverkehr, endeten in den letzten Jahren mit Personenverkehr am Empfangsgebäude. Signale und Weichen des Bahnhofs wurden durch das örtliche Stellwerk Ano bedient. Schließlich kam es in Verbindung mit Veränderungen der städtischen Infrastruktur zur Einstellung des Personenverkehrs: Zwischen 1978 und 1980 wurde zunächst die Überdachung entfernt und das Empfangsgebäude einem Autohändler als Büro überlassen. Der Bahnsteig konnte nur noch über einen schmalen Durchgang erreicht werden, bevor am 30. Mai 1980 der Personenverkehr endgültig eingestellt wurde und anschließend die für den Personenverkehr genutzten Gleise abgebaut wurden. Später wurde das Areal mit einer Mauer umfriedet und anstelle des Autohändlers zog ein Getränkegroßhändler in die Anbauten ein. Das Empfangsgebäude wurde zu einer Gaststätte umgebaut, das Stellwerksgebäude abgerissen.
Zeitgleich mit dem Ende des Personenverkehrs wurde auch der Güterverkehr in Richtung Würselen eingestellt, jedoch wurden der alte Güterbahnhof und die einspurige Verbindung in Richtung Rothe Erde beibehalten. 2007 wurde die Strecke stillgelegt und ist seitdem ein Bahnhofsgleis des Bahnhofs Rothe Erde, wodurch auch der Bahnhof Aachen Nord keine eigenständige Betriebsstelle mehr ist. Es wird heutzutage weiterhin von der Talbot Services GmbH, der Nachfolgeorganisation der Waggonfabrik Talbot, als Industriegleis genutzt.